# Amtzell

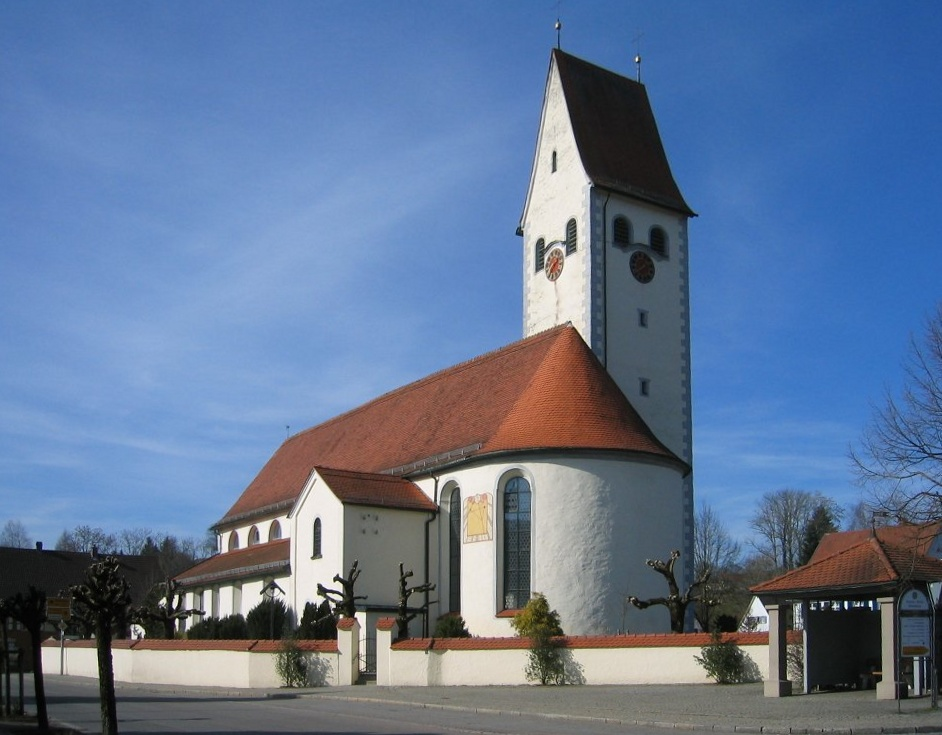
Giáo đường St. John ở Amtzell.

Amtzell là một xã ở huyện Ravensburg ở bang Baden-Württemberg thuộc nước Đức. Đô thị này có diện tích 30,56 km², dân số thời điểm 31 tháng 12 năm 2020 là 4263 người.